# Inuitoppen
Der Inuitoppen (norwegisch; japanisch いぬい山 Inui Yama, deutsch ‚Nordwestlicher Berg‘) ist ein 1308 m hoher Gipfel der Sør Rondane im ostantarktischen Königin-Maud-Land. Er ragt am nordwestlichen Ausläufer der Gropeheia auf.
Japanische Wissenschaftler erstellten von 1981 bis 1982 sowie 1987 Luftaufnahmen an und nahmen zwischen 1987 und 1988 Vermessungen vor. Wissenschaftler des Norwegischen Polarinstituts übertrugen die japanische Benennung 1990 in einer Teilübersetzung ins Norwegische.